# Louis Méline
Louis Méline est un coureur cycliste français, actif dans les années 1893 et 1894.

## Palmarès
- 1893
  - 3e de Choisy le Roi-Tours-Choisy le Roi
  - 3e de Paris-Oostende